# Szałkar Ajchynbaj
Szałkar Ajchynbaj (ur. 22 września 1996) − kazachski bokser kategorii papierowej, młodzieżowy mistrz świata z 2014 roku.

## Kariera amatorska
W kwietniu 2014 był uczestnikiem młodzieżowych mistrzostw świata w Sofii. W półfinale mistrzostw pokonał wyraźnie na punkty Indusa Shyama Kakarę, a w finałowej walce o złoty medal pokonał na punkty Uzbeka Sulaymona Latipova. W sierpniu 2014 był uczestnikiem młodzieżowych igrzysk olimpijskich. W walce o trzecie miejsce przegrał z Japończykiem Subaru Muratą.